# Ernst Troeltsch
Ernst Troeltsch (Augsburgo, 17 de febrero de 1865-Berlín, 1 de febrero de 1923) fue un teólogo, filósofo, historiador y sociólogo alemán protestante, que trabajó sobre todo en temas como la filosofía de la religión y la filosofía de la historia. Fue una figura influyente en el pensamiento alemán. Su trabajo procedió de una síntesis a partir de varios ejes. Fue discípulo de Albrecht Ritschl y colega de Max Weber, así como de los neokantianos de la escuela de Baden. De igual manera, está relacionado con la escuela de historia de las religiones, asentada en la Universidad de Gotinga. Su obra Las doctrinas sociales de la Iglesia y los grupos cristianos (Die Soziallehren der christlische Kirchen und Gruppen), publicada por primera vez en 1912, es una obra fundamental en el método histórico y el tratamiento revisionista del protestantismo.
En el ámbito estrictamente teológico, se puede decir que, si bien ya Adolf von Harnack había dado un fuerte impulso al estudio de los orígenes del cristianismo, siempre en búsqueda de aquel núcleo original que con el tiempo se había corrompido, sería Troeltsch quien introdujo la necesidad del estudio comparado de las religiones y de la cultura. Esto, no sólo con la finalidad de evidenciar mejor los aspectos propios del cristianismo, sino de considerar al cristianismo como una religión histórica, parte del devenir de las ideas religiosas que han acompañado al hombre.
Mientras que el pensamiento religioso en los días de la República de Weimar se apartó de su dirección, el trabajo de Troeltsch en la sociología de la religión sigue siendo importante.

## Obra

### Obras completas
Existen dos obras completas de Troeltsch, la primera fue un proyecto que comenzó cuando aún Troeltsch estaba vivo y se compone de cuatro volúmenes:
- (1914) Zur religiösen Lage, Religionsphilosophie und Ethik. Tübingen: Verlag von J. C. B. Mohr (Paul Siebeck). (Gesammelte Schriften, vol. II).
- (1922) Der Historismus und seine Probleme. Tübingen: Verlag von J. C. B. Mohr (Paul Siebeck). (Gesammelte Schriften, vol. III).
- (1923) Die Soziallehren der christlischen Kirchen und Gruppen. Tübingen: Verlag von J. C. B. Mohr (Paul Siebeck).(Gesammelte Schriften, vol. I).
- (1925) Aufsätze zur Geistesgeschichte und Religionssoziologie. Herausgegeben von Dr. Hans baron. Tübingen: Verlag von J. C. B. Mohr (Paul Siebeck). (Gesammelte Schriften, vol. IV).

La segunda es la Kritische Gesamtausgabe, publicado por la editorial Walter de Gruyter (22 vols) entre 1998-2022

### Obras individuales
- (1902) Die Absolutheit des Christentums und die Religiongeschichte. Tübingen und Leipzing: Verlag von J. C. B. Mohr (Paul Siebeck).
- (1904) Das Historische in Kants Religionsphilosophie. Zugleich ein Beitrag zu den Untersuchungen über Kants Philosophie der Geschichte. Berlin: Verlag von Reuther & Reichard.

### Traducciones

#### Traducciones al inglés
- (1971) The Absoluteness of Christianity and the History of Religions. Translated by David Reid. Atlanta: John Knox Press.
- Troeltsch, Ernst. 1903 [1977], “What Does ‘Essence of Christianity’ Mean? in Ernst Troeltsch: Writings on Theology and Religion. Edited and Translated by Robert Morgan and Michael Pye. Atlanta: John Knox Press, 124-181.
- Troeltsch, Ernst. 1911[1977]. “The Significance of the Historical Jesus for Faith” in Ernst Troeltsch: Writings on Theology and Religion. Edited and Translated by Robert Morgan and Michael Pye. Atlanta: John Knox Press, 182-207.
- Troeltsch, Ernst. 1912a [1958]. Protestantism and Progress: A Historical Study of the Relation of Protestantism to the Modern World. Boston: Beacon Press.
- Troeltsch, Ernst. 1912b [English Translation 1931, Reprint 1992]. The Social Teaching of the Christian Churches (2 Volumes). Translated by Olive Wyon. Louisville, Kentucky: Westminster/John Knox Press.
- Troeltsch, Ernst. 1922b.”Historiography” in Encyclopaedia of Religion and Ethics. Vol. 6. Edited by James Hastings. New York: Charles Scribner’s Sons, 718-723.
- Troeltsch, Ernst. 1923 [1957]. “The Place of Christianity Among the World Religions” in Christian Thought: Its History and Application. New York: Meridian Books.
- Troeltsch, Ernst. 1925 [1991]. The Christian Faith. Edited by Gertrude von le Fort. Minneapolis: Fortress Press.
- Troeltsch, Ernst. 1977. Ernst Troeltsch: Writings on Theology and Religion. Edited and Translated by Robert Morgan and Michael Pye. Atlanta: John Knox Press.
- Troeltsch, Ernst. 1991. Religion in History. Essays translated by James Luther Adams and Walter F. Bense. Minneapolis: Fortress Press.

#### Traducciones al español
- (1967) 3 ed. El protestantismo y el mundo moderno. Traducción de Eugenio Ímaz. México: Fondo de Cultura Económica. (Breviarios).
- (1979) El caracter absoluto del cristianismo. Introducción a la edición castellana por A. Orensanz. Salamanca: Editorial Sígueme.